# رضا منصوری
رضا منصوری (۱۳۲۶، تهران) فیزیکدان، اخترشناس (کیهانشناس)، سیاست‌گذار علم و استاد بازنشستهٔ دانشکدهٔ فیزیک دانشگاه صنعتی شریف است. زمینهٔ پژوهشی او گرانش، نسبیت عام و کیهان‌شناسی است. او در دورهٔ دوم ریاست جمهوری محمد خاتمی معاون پژوهشی وزارت علوم، تحقیقات و فناوری بود.

## تحصیلات
رضا منصوری دیپلم خود را در سال ۱۹۶۵ از دبیرستان رهنمای تهران گرفت و سپس تحصیلات کارشناسی خود را در دانشکده فنی دانشگاه تهران به پایان رساند و به علت علاقه به رشته نجوم راهی دانشگاه وین شد و در سال ۱۳۵۱ مدرک دکترای نجوم خود را دریافت کرد. وی در سال ۱۹۷۲ دکتری خود را در فیزیک اخذ کرد. رضا منصوری تا سال ۱۹۷۷ (به مدت ۵ سال) استادیار دانشگاه وین بود و پس از انقلاب به ایران بازگشت و در دانشکدهٔ فیزیک دانشگاه شریف مشغول فعالیت شد.

## فعالیت‌های علمی
منصوری به همراه رومن اولریش سکسل نظریهٔ آزمون نسبیت را ارائه کرده‌است. همچنین تحقیقاتی در زمینهٔ گرانش، نسبیت عام، سیاهچاله‌ها و کیهان‌شناسی انجام داده‌اند. رضا منصوری در سال ۱۳۵۸ به ایران بازگشت و به عضویت هیئت علمی دانشگاه صنعتی شریف درآمد. او یکی از بنیان‌گذاران پژوهشگاه دانش‌های بنیادی و مرکز تحصیلات تکمیلی در علوم پایه زنجان و مرکز نشر دانشگاهی است. همچنین فعالیت‌هایی هم در فرهنگستان زبان و ادب فارسی داشته‌است. او از بنیان‌گذاران انجمن فیزیک ایران پس از انقلاب است و چند دوره ریاست آن را نیز برعهده داشته‌است.
رضا منصوری از سال ۱۳۶۱ و به مدت ۲۵ سال مدیر مسئول مجلهٔ فیزیک مرکز نشر دانشگاهی و از آغاز انتشار ماهنامه نجوم در سال ۱۳۷۰، تاکنون مدیر مسؤول این ماهنامه بوده‌است. منصوری یکی از پیشگامان همکاری ایران با سرن (سازمان اروپایی پژوهش‌های هسته‌ای) در پروژهٔ ال‌اچ‌سی بوده‌است.
او تا زمستان ۱۳۹۴ مجری طرح رصدخانه ملی ایران بود اما در همان زمان توسط محمدجواد لاریجانی از این پست برکنار شد.

## تدریس در دانشگاه
رضا منصوری دروس کیهان‌شناسی و نسبیت خاص و عام را در دانشگاه صنعتی شریف به دانشجویان کارشناسی، کارشناسی ارشد و دکترا تدریس کرده‌است.
رضا منصوری هم چنین برای نخستین بار درس جدیدی با عنوان مبانی تفکر در علوم فیزیکی را در دانشگاه کاشان و دانشگاه صنعتی شریف طراحی و تدریس کرده‌است.

## انتقادها
رضا منصوری با ارائهٔ مستندات قابل توجه معتقد است که محمود حسابی تنها یک فیزیکدان عادی است و تمامی آنچه ایرج حسابی در نوشته‌هایش پیرامون مراوده حسابی با بزرگان علم فیزیک و کارهای وی در فیزیک، تصویر کرده دروغ و اوهام است. هم چنین نظریه ای که ایرج حسابی آن را تئوری بی‌نهایت بودن ذرات نامیده‌است، تنها یک مقالهٔ پیرامون گرانش و نسبیت بوده که توسط آقای سینج، داور مقاله (به دلیل اشتباه حسابی در محاسبهٔ پتانسیل کروی که هر دانشجوی کارشناسی فیزیک به آسانی آن را انجام می‌دهد) رد می‌شود. هم چنین بیشتر داستان‌ها راجع به او مانند همکاری با آلبرت آینشتاین ساخته فرزند وی است و حسابی آنگونه که منصوری از خود او شنیده تنها یک ملاقات کمتر از پانزده دقیقه در وقت ملاقات‌های عمومی آینشتاین داشته‌است.
رضا منصوری هم چنین از منتقدان جایزه مصطفی است. او استدلال دارد در حالی که نظام پژوهشی در کشور با مشکلات بسیاری روبرو است و بسیاری از پژوهشگران داخل کشور درگیر کمبودهای مالی هستند اعطای این جایزه توسط دولت و نظام سیاسی حاکم به پژوهشگران خارجی، موجه نیست.
رضا منصوری این انتقاد را بر همایش چهره‌های ماندگار دارد که تنها اجتماع علمی هر رشته‌ای در هر کشور یا جهان تعیین می‌کند که اعتبار یک چهرهٔ علمی یا فرهنگی و هنری تا چه اندازه است. اما در فضای آموزشی و پژوهشی کشور ما که اجتماع علمی به آن مفهوم دقیق که در جهان حاکم است، وجود ندارد، این صلاحیت چهره‌ها با نگاه‌های سیاسی یا توسط نهادهای سیاسی مانند صدا و سیما تعیین می‌شود که پذیرفتنی نیست. 

## نوشته ها

### سیاستگذاری علمی
- توسعهٔ علمی ایران (ویراست دوم)، انتشارات اطلاعات، تهران، ۱۳۸۲
- ایران ۱۴۲۷، طرح نو، ۱۳۷۷
- ایران را چه کنم؟، نشر کویر، ۱۳۸۲
- ایران آینده از نگاه سه اندیشمند ایران امروز: حسن عشایری، موسی غنی‌نژاد، رضا منصوری، نشر دیبایه، ۱۳۸۶
- معماری علم در ایران، نشر دیبایه، ۱۳۸۹
- ایران در قرن ۱۵/۲۱، انتشارات اطلاعات، ۱۳۹۰

### مقاله‌ها
برخی از مقاله‌های علمی:
- R. Mansouri, "Cosmological Black Holes", ICRA, 2015
- R. Mansouri, "Broken Promises or Promises in Vacuum?", ICRA,11:559-560, 2008
- R. Mansouri, "How an Obsolete Concept of Science Impedes the Development of Islamic countries: The Example of Iran", APS Physics, 2007
- R. Mansouri, "Science in Iran: Facts and Figures", IPM, 2015

### فیزیک، نجوم، کیهانشناسی
- فلک را سقف، طرح نو، ۱۳۷۸
- حجازی، خاطره (۱۳۸۰)، فیزیک بی‌فیزیک، گفتگو با دکتر رضا منصوری، انتشارات انجمن فیزیک ایران
- نسبیت خاص (رضا منصوری، شهرام خسروی)، دانشگاه صنعتی شریف، ۱۳۸۹
- مبانی تفکر در علوم فیزیکی، دیبایه، ۱۴۰۰

### واژه گزینی
- واژه‌نامهٔ دریانوردی، مرکز نشر دانشگاهی، ۱۳۶۴
- واژه‌نامهٔ فیزیک، مرکز نشر دانشگاهی، ۱۳۷۷
- واژه گزینی در ایران و جهان، فرهنگستان زبان و ادب فارسی، ۱۳۹۰

### ترجمه‌ها
- هرمان بوندی (۱۳۵۸)، فرض و اسطوره در فیزیک نظری، ترجمهٔ رضا منصوری، دانشگاه صنعتی شریف
- رمان سکسل و هانه لوره سکسل (۱۳۷۰)، اخترفیزیک نسبیتی، کوتوله‌های سفید و سیاهچاله‌ها، ترجمهٔ رضا منصوری، دانشگاه صنعتی شریف، چاپ دوم
- لانداو و لیف شیتز (۱۳۶۴)، مکانیک و الکترودینامیک، دورهٔ فیزیک نظری (جلد اول)، ترجمهٔ رضا منصوری، مرکز نشر دانشگاهی
- ولفگانگ ریندلر (۱۳۷۶)، نسبیت خاص، عام و کیهانشناسی، ترجمهٔ رضا منصوری، مرکز نشر دانشگاهی

## جوایز
- Member, TWAS council, 2007-2010. , 2007-2010.
- Fellow, the Academy of Sciences for the Developing World (TWAS), 2001.
- Alexander v. Humbolt Fellow, Oct. 1995 – Oct. 1996.
- Recipient of the prize for scientific periodicals from the Ministry of Culture and Guidance for publication of the Iranian Journal of Physics, 1994.
- Recipient of “honorable mention” for the paper “Cylindrically Thin Walls in General Relativity” from Gravity Research Foundation, 1993.
- Member, Academy of Sciences of I.R.I. , 1992.
- Alexander v. Humbolt Fellow 1978-79.
- Abdus-Salam Prize for Iranian Scientists, 1989.
- Associate Member of ICTP, 1987-1993.[۱۰]